# Привидение (фильм, 1990)
«Привидение» (другое название — «Призрак», англ. Ghost) — художественный фильм режиссёра Джерри Цукера, вышедший на экраны в 1990 году. Фильм получил ряд наград и номинаций, в том числе пять номинаций на премию «Оскар» в 1991 году, две из которых оказались победными (за лучший оригинальный сценарий и лучшую женскую роль второго плана (для Вупи Голдберг)). Фильм стал самым кассовым фильмом 1990 года, собрав 217 млн долларов в США и 290 млн долларов в других странах.

## Сюжет
Банкир Сэм Уит и его девушка, гончар Молли Дженсен, с помощью друга и коллеги Сэма Карла Брюнера ремонтируют их новую квартиру на Манхэттене. Сэм рассказывает Карлу, что обнаружил необычно большую сумму на сомнительных банковских счетах. Он решает заняться расследованием самостоятельно, отклонив предложение Карла о помощи. Той же ночью на пустынной улице на Сэма и Молли нападает грабитель. Сэм вступает с ним в схватку, слышится выстрел, грабитель убегает. Сэм бросается за ним в погоню, упускает и, вернувшись, видит, как Молли… рыдает над его окровавленным телом. Появляется луч света, и голос с небес зовёт Сэма, но тот остаётся на земле. Сэм понимает, что он умер и стал призраком, невидимым и неспособным взаимодействовать с миром смертных. Затем от другого призрака он узнаёт, что может проходить сквозь стены. Сэм возвращается домой, к возлюбленной, несмотря на то, что она его больше не видит и не слышит.
На следующий день после похорон Сэма к ним в дом приходит Карл и предлагает Молли прогуляться с ним. Через несколько минут в квартиру заходит тот самый грабитель и начинает что-то искать. Молли возвращается, мужчина собирается напасть на неё, однако его царапает кошка (которую Сэм напугал своим взглядом), и он вынужден бежать. Сэм идёт вслед за ним, но в вагоне метро его замечает другой призрак и, недовольный присутствием «чужака» в «своём» поезде, вышвыривает его из вагона, при этом разбив стекло кулаком. Тем не менее Сэму удаётся настигнуть преступника в Бруклине. Попав в его квартиру, Сэм узнаёт, что убийцу зовут Вилли Лопес и что его кто-то нанял.
Покинув жилище Вилли, Сэм заходит в салон экстрасенса Оды Мэй Браун, шарлатанки, якобы умеющей общаться с духами мёртвых. Наблюдая, как Ода Мэй разводит очередную клиентку, Сэм начинает насмехаться над ней и к своему удивлению обнаруживает, что та действительно его слышит. Перепуганная этим открытием Ода Мэй пытается избавиться от Сэма, но тот, получив связь с миром живых, не собирается от неё отказываться. Сэм убеждает её предупредить Молли об опасности. Чтобы развеять скептицизм Молли, Ода Мэй по настоянию Сэма передаёт информацию, которую мог знать только он. Молли рассказывает об этом Карлу и даёт ему адрес Вилли. Молли узнаёт, что у полиции нет данных о Вилли Лопесе, зато за Одой Мэй Браун числится множество преступлений.
Сэм следует за Карлом, который приходит на квартиру Вилли, и с ужасом узнаёт, что они сообщники. Карл отмывал деньги для наркодилеров. На счетах банка зависли 4 миллиона долларов, и Карл нанял Вилли, чтобы отнять у Сэма его записную книжку, где хранятся пароли. Убивать Сэма не планировалось, но в ходе схватки Вилли понял, что вырваться не сможет, и был вынужден нажать на курок. Карл планирует перевести деньги на счёт, открытый на вымышленное имя «Рита Миллер». Тем же вечером Карл приходит к Молли и домогается её. Сэм в ярости пытается оттолкнуть предателя от Молли, но пролетев сквозь него, всё же сбрасывает их с Молли фотографию, что заставляет Молли отвергнуть Карла. Сэм же понимает, что будучи духом, всё же может воздействовать на материальные предметы и вспоминает про призрака, прогнавшего его из метро.
Сэм идёт в метро и находит того самого призрака в одном из поездов. Тот неохотно соглашается научить Сэма взаимодействию с предметами. Не без проволочек, но у Сэма наконец начинает получаться, однако призрак, выведенный из себя, снова запрыгивает в поезд. Затем Сэм снова приходит к Оде Мэй, где встречает у неё толпу призраков, один из которых влезает в тело медиума, чтобы поговорить с находящейся среди клиентов своей вдовой. Рассерженная Ода Мэй выгоняет наглого духа из себя; как выясняется, пребывание в чужом теле отнимает у духов силы. После того, как все (и живые, и мёртвые) уходят из салона, туда приходит Вилли Лопес и пытается убить Оду Мэй, которую спасает Сэм.
Понимая, что Карл и Вилли не оставят опасную свидетельницу в живых, Сэм убеждает Оду Мэй помочь ему помешать Карлу. Ода Мэй выдаёт себя за Риту Миллер и успешно закрывает счёт, получив чек на 4 миллиона. Уходя, она попадает на глаза зашедшей в банк Молли. На улице Сэм настоятельно рекомендует Оде Мэй избавиться от денег и та с очень большой неохотой жертвует чек монахиням на благотворительность. Карл обнаруживает, что деньги исчезли и в панике ищет деньги на счетах; Сэм выдаёт своё присутствие, катаясь по офису на кресле и печатая своё имя на клавиатуре компьютера. Карл приходит к Молли, и та между делом говорит ему, что заметила, как Ода Мэй закрыла счёт в банке. Пока Молли отлучается, Сэм пугает Карла, но тот всё равно намерен вернуть четыре миллиона, угрожая Молли. Карл и Вилли идут к Оде Мэй, но Сэм предупреждает её и её сестёр, чтобы они спрятались. Затем он пугает оставшегося одного Вилли, и тот, в панике убегая, попадает под колёса машины. Лопес не понимает, что мёртв, пока Сэм не указывает ему на труп. Из тени выходят тёмные призрачные существа (предположительно, демоны) и утаскивают душу Вилли.
Сэм и Ода Мэй идут к Молли и совместными усилиями убеждают её в том, что дух Сэма действительно блуждает по городу. Ода Мэй помогает паре побыть вместе в последний раз, позволив Сэму ненадолго овладеть её телом. Неожиданно в квартиру врывается Карл с пистолетом в руке, но после захвата чужого тела Сэм слишком истощён, чтобы сражаться с ним. Женщины сбегают по пожарной лестнице на другой этаж, но Карл хватает Оду Мэй и держит её под прицелом, требуя чек. Та признаётся, что отдала его, однако Карл ей не верит. Восстановивший силы Сэм разоружает Карла и начинает пугать его. Поверженный преступник пытается сбежать, толкает в Сэма крюк, подвешенный на тросах, и пытается вылезти через окно на пожарную лестницу. Однако крюк, возвращаясь обратно, разбивает окно, и вывалившийся осколок стекла пронзает Карла. Став призраком, Карл замечает стоящего напротив него Сэма, но едва они успевают что-либо сказать друг другу, на Карла нападают демоны и забирают с собой в ад.
Сэм спрашивает Молли и Оду Мэй, всё ли с ними в порядке. Молли слышит его голос, небесный свет освещает Сэма. Понимая, что настало время уходить, Сэм прощается с Молли, благодарит Оду Мэй за помощь и уходит на небеса, навстречу свету.

## В ролях
| Актёр             | Роль                |
| ----------------- | ------------------- |
| Патрик Суэйзи     | Сэм Уит             |
| Деми Мур          | Молли Дженсен       |
| Вупи Голдберг     | Ода Мэй Браун       |
| Тони Голдуин      | Карл Брюнер         |
| Рик Авилес        | Вилли Лопес         |
| Винсент Скьявелли | привидение в метро  |
| Мартина Дейнан    | Роуз секретарь Сэма |

## Саундтрек
В фильме звучит песня «Unchained Melody», написанная в 1955 году американскими композиторами Алексом Нортом и Хаем Заретом, в исполнении группы The Righteous Brothers.

## Награды и номинации
- 1991 — две премии «Оскар»: лучшая женская роль второго плана (Вупи Голдберг), лучший оригинальный сценарий (Брюс Джоэл Рубин), а также 3 номинации: лучший фильм (Лиза Вайнстайн), лучший монтаж (Уолтер Мёрч), лучшая музыка (Морис Жарр)
- 1991 — премия «Золотой глобус» за лучшую женскую роль второго плана (Вупи Голдберг), а также 3 номинации: лучший фильм — комедия или мюзикл, лучшая мужская роль в комедии или мюзикле (Патрик Суэйзи), лучшая женская роль в комедии или мюзикле (Деми Мур)
- 1991 — премия BAFTA за лучшую женскую роль второго плана (Вупи Голдберг), а также 3 номинации: лучший оригинальный сценарий (Брюс Джоэл Рубин), лучший грим (Бен Най-мл.), лучшие спецэффекты
- 1991 — 3 премии «Сатурн»: лучший фильм-фэнтези, лучшая женская роль (Деми Мур), лучшая женская роль второго плана (Вупи Голдберг), а также 6 номинаций на премию: лучший режиссёр (Джерри Цукер), лучшая мужская роль (Патрик Суэйзи), лучшая мужская роль второго плана (Тони Голдуин), лучший сценарий (Брюс Джоэл Рубин), лучшая музыка (Морис Жарр), лучшие спецэффекты (Брюс Николсон, Джон Т. Ван Влиет, Ричард Эдланд, Лора Бафф)

## В популярной культуре
Сцена с гончарным кругом признана многими специалистами «одним из самых культовых моментов кинематографа 90-х». Она неоднократно становилась объектом пародий: наиболее известная и очевидная из них — в фильме «Голый пистолет 2½: Запах страха» (где Джерри Цукер выступил исполнительным продюсером, а его брат Дэвид — режиссёром), а также в английском короткометражном анимационном фильме «Невероятные приключения Уоллеса и Громита: Дело о хлебе и смерти», в американском ситкоме «Два с половиной человека» и др.

## Ремейки
- Студия Paramount Television работала над пилотным эпизодом сериала «Привидение» по мотивам мелодрамы 1990 года. Сценаристами первой серии выступили Акива Голдсман и Джефф Пинкнер, известные по сериалу «Грань»[5].
- В 2010 году вышел японский ремейк фильма[6].
- В 2011 году состоялась премьера мюзикла «Привидение», основанного на фильме[7].
- В январе 2023 года актёр Ченнинг Татум и его продюсерская компания Free Association объявили о намерении снять ремейк «Привидения», где сам Татум исполнит главную роль[8].